# Medios sedimentarios marinos
Aparte de los medios sedimentarios de transición entre el continente y el mar, los medios puramente marinos los constituyen la plataforma continental por un lado y el borde precontinental y la llanura abisal por el otro.
A la plataforma continental van a parar gran cantidad de materiales detríticos transportados por los ríos y sedimentados en el mar dando lugar a las formas deltaicas. De ellos, los más finos se distribuyen por la plataforma. Además, es aquí donde la sedimentación organógena alcanza mayor desarrollo (por ejemplo, arrecifes coralinos).
En el borde precontinental y llanura abisal existen dos tipos de sedimentación. Una autóctona o sedimentación pelágica producto del acúmulo de caparazones de organismos planctónicos, ya calcáreos, ya silíceos. Y por otra, alóctona, o de tipo detrítico, a base de los materiales que desde el continente y pasando a través de la plataforma continental, van a parar al pie del talud. Este transporte de materiales detríticos se realiza o por deslizamientos gravitacionales desde la plataforma, ya por corrientes de turbidez localizadas en los cañones submarinos que al llegar a su desembocadura son esparcidos sobre la llanura abisal, construyendo abanicos o «deltas» de sedimentación.

## Tipos de sedimentaciones marinas

### Sedimentación en plataformas continentales
La zona de transición entre el límite externo de la playa y la plataforma continental propiamente dicha (offshore) participa de las características sedimentológicas de ambas. Es un área de dominio de sedimentación de limos y lutitas, aunque pueden existir capas intercaladas arenosas originadas durante las grandes tormentas (storm sand Iayers). Debido al gran dominio de vida (en especies e individuos) el sedimento se halla frecuentemente bioturbado y, además, no es raro encontrar capas formadas por la acumulación de conchas.
En la plataforma continental propiamente dicha existe un dominio de sedimentación de margas, limos o arcillas. La mayor parte de los materiales limosos y lutíticos han sido transportados en suspensión procedentes del continente. En la parte más proximal aún pueden existir capas originadas por grandes tormentas, aunque con menor frecuencia que en la zona de transición a las playas. La fauna puede ser variada según las áreas. Pueden producirse, pues, acumulaciones locales de conchas. La bioturbación de los materiales es localmente muy fuerte, dando lugar a burrows que a veces poseen formas bien definidas. Es frecuente hallar asimismo acumulaciones de pellets fecales. En los mares cálidos gran parte de los sedimentos son producto de la erosión de conchas producida por organismos perforantes.
Emery (1952-1968) clasifica los sedimentos de las plataformas continentales actuales en relictos y modernos.
Los relictos, que representarían, según este autor, un 70% del total, se habrían depositado allí cuando el área en cuestión formaba parte de otro ambiente sedimentario, generalmente más proximal por hallarse el nivel del mar a cotas inferiores a las actuales. Ello habría ocurrido durante la era Cuaternaria, en que, como consecuencia de las glaciaciones, se produjeron rápidas transgresiones y regresiones. Estos sedimentos, en la actualidad, no se hallan en equilibrio con el medio donde se encuentran. Son, pues, heredados y en gran parte retrabajados por los organismos (sedimentos relictos). Los modernos los dividen en material detrítico (transportado en suspensión, ya sea por el agua, el viento o el hielo); material organógeno (producto del acúmulo de conchas y de fragmentos de las mismas), y minerales autígenos (o de formación en el propio medio, como son la fosforita y la glauconita).
Los sedimentos relictos pueden ser retrabajados por corrientes marinas y dar lugar a capas de geometría distinta. Entre los más importantes se encuentran los ripples gigantes y las cintas de arena.
En sedimentos antiguos los materiales de plataforma más frecuentes son las margas y arcillas a veces limolíticas, con estratificación paralela, a veces nodulosas por la diagénesis y con fauna característica de este ambiente.

### Sedimentación carbonatada en plataformas

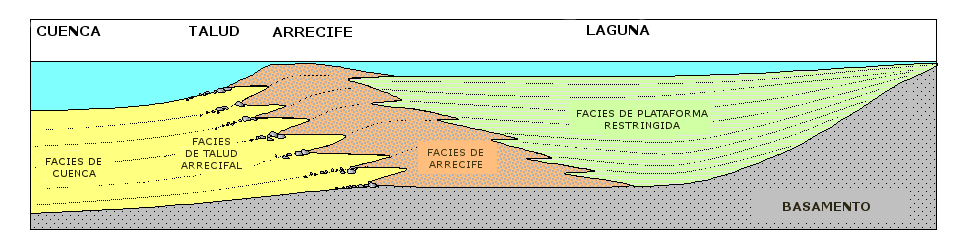
Sección geológica de una plataforma carbonatada, mostrando los diferentes subambientes deposicionales y la distribución de las facies sedimentarias correspondientes.

Irwin (1965), estudiando los depósitos «Mississipienses» de la cuenca de Williston, en América del Norte, ideó un modelo teórico para la sedimentación carbonatada en plataformas.
Estos depósitos están caracterizados por presentar tres tipos distintos de facies, que representan entre sí sendos cambios laterales. Estas son: a) evaporíticas cíclicas; b) calizas bioclásticas u oolíticas y dolomías, y c) calizas arcillosas finamente estratificadas.
Facies a) Consta principalmente de dolomías y anhidrita y cantidades menores de halita, arcilla y arenisca. Estos materiales se hallan distribuidos rítmicamente en la siguiente secuencia: se inicia con pel- y biomicritas, que hacia arriba pasan a dolomías microcristalinas con fragmentos de conchas dispersos (estas dolomías contienen venillas de anhidrita y, hacia el techo, nódulos) y el ritmo culmina con anhidritas con venillas de dolomía.
Facies b) Está compuesta por calcarenitas libres de fango, bien clasificadas, a veces dolomitizadas o cementadas por esparita, pero reteniendo a menudo porosidad primaria intergranular. Estas rocas son frecuentemente oolíticas, y a veces arenosas esqueléticas compuestas, en su mayor parte, de restos de crinoides. Hacia arriba pasan a pelesparitas que, con aumento del fango calcáreo, pasan a las pelmicritas de la facies a). Como fragmentos fósiles incluyen crinoides, braquiópodos, briozoos, corales, foraminíferos y algas.
Facies c) Son calizas arcillosas grises oscuras, laminadas o finamente estratificadas; localmente son silíceas y están interestratificadas con cherts. La fauna es similar a la de la facies b) pero menos abundante y mejor conservada, con pocos corales o algas. Los fósiles están, a veces, silicificados.
Estos tres tipos de facies están distribuidos arealmente, siendo la a) más proximal y la c) la más distal.
La facies más proximal, o sea la a), se ha depositado en un medio marino restringido separado del mar abierto por barras. Las pelmicritas son típicas de lagoons actuales, mientras que las dolomías y evaporitas pueden ser de precipitación primaria en fondos de lagoons o por diagénesis en depósitos intra o supramareales, similares a las actuales sebkhas.
En la facies intermedia, o sea la b), los fragmentos de fauna, la presencia de oolitos y la ausencia de fango, indican un medio de sedimentación de alta energía con fuerte movimiento de la arena esquelética construyendo barras.
En la facies más distal, c), el tamaño fino del grano y, sobre todo la fauna, indican sedimentación netamente marina y de baja energía, como correspondería a un área de mar abierto, por debajo de la acción del oleaje y lejos de las corrientes de fondo.
Al evolucionar este modelo con el tiempo impuesto por las transgresiones y regresiones, permite predecir la aparición de una litología determinada aplicando la ley de Walther, por la cual todo cambio litológico vertical en una sección resulta de una migración lateral de diferentes medios. En el caso de series cíclicas se interpretarán como secuencias transgresivas-regresivas, siendo la etapa regresiva similar a la transgresiva, pero migrando las facies en sentido contrario a la transgresiva. O sea, una serie transgresiva ideal comportaría la superposición de las facies a, b y c en este orden, y en regresiva sería: c, sobre ella la b y coronando el ciclo la facies a.
Este modelo teórico puede asimismo ser aplicado en áreas de sedimentación carbonatada actual, como son el golfo Pérsico y el mar Caribe. La extensión de cada una de las zonas es lógicamente distinta, impuesta por la topografía. Puede asimismo identificarse en áreas de sedimentación terrígena.

### Sedimentación arrecifal
Un arrecife (Lovenstan, 1950) es un depósito calcáreo de restos de organismos que poseían un potencial ecológico suficiente para mantener en posición de vida, en estructura rígida y resistentes al oleaje, y que originan acumulaciones de geometría característica. Existen muchos términos para designar los diferentes tipos de depósitos, de los que sólo citaremos: biohermo, caracterizado por ser estructuras de crecimiento con tendencia a forma de domo, rodeados por otras litologías, y biostroma, correspondiente a geometría de tendencia estratificada.
Los organismos que originan arrecifes son muy diversos y han tenido importancia variada a lo largo de la columna estratigráfica, destacando los corales, algas calcáreas, estromatopóridos, rudistas, ostreidos, briozoos, e incluso algunos gusanos secretores de carbonato, puesto que el potencial ecológico necesario para dar una construcción, es un valor relativo a la energía del medio capaz de destruir la construcción.
Por su geometría y relaciones de facies se suelen distinguir los arrecifes marginales, adosados a la costa y de tendencia linear; los atolones, de geometría circular encerrando un lagoon protegido en su interior; y el arrecife barrera, de tendencia linear, pero que origina, por su papel protector, un lagoon en su zona posterior, y es la forma más generalizada. Son frecuentes los cambios laterales entre diversos tipos.
Un arrecife origina tres tipos de facies fundamentales:
- a). La facies de construcción formada por los esqueletos calcáreos de los organismos creciendo interconectados y dando una estructura muy porosa que se rellena con detritus originados por la destrucción parcial de los esqueletos y fango calcáreo de origen diverso. Con frecuencia las algas coralinas, o estromatopóridos laminares, actúan como cemento o ligantes de la construcción.
- b). La facies de frente arrecifal, clástica, que pasa lateralmente a los sedimentos marinos de plataforma. Si el crecimiento del arrecife es muy rápido pueden aparecer deslizamientos y estructuras que recuerdan medios de turbiditas, siendo los principales componentes grandes fragmentos rotos del arrecife empastados en sedimentos bioclásticos de tamaños finos.
- c). Facies postarrecifales (back-reef), caracterizadas por un ambiente energético muy débil, por la protección mecánica de la construcción que individualiza un lagoon a veces sin límites definidos, caracterizado por arenas bioclásticas y fangos calcáreos con pellets fecales que indican una fuerte actividad biológica. En casos de arrecifes de crecimiento rápido se pueden desarrollar facies clásticas similares a las del frente arrecifal, pero de menor dimensión. Dentro del lagoon pueden desarrollarse construcciones arrecifales independientes del arrecife principal.

### Sedimentación en talud y borde continental y sedimentación profunda
Como ya se ha apuntado anteriormente, al pie del talud continental se acumulan los materiales depositados en la parte externa de la plataforma continental y que han deslizado por el talud. La sedimentación en esta área será dominantemente arcillosa sin intercalaciones de niveles olistostrómicos.
Si existe la desembocadura de un cañón submarino, éste construirá su típico abanico deposicional, formado por series dominantemente turbidíticas.
Tanto los materiales de borde continental, como los propios de abanicos submarinos, pasan lateralmente a los sedimentos más profundos. Estos están formados por delgadas capas de material transportado por corrientes de turbidez y por sedimento autóctono, constituido, en gran parte, por margas pelágicas en las que abundan las conchas de los foraminíferos. En las áreas donde no llega el material detrítico, se depositan materiales muy finos que se hallan en suspensión en las aguas y conchas de foraminíferos pelágicos, o bien, a la acumulación de conchas de radiolarios, originándose, en este caso, una roca silícea (radiolarita).